# Don de lenguas
En teología cristiana, se llama don de lenguas a una facultad milagrosa concedida por el Espíritu Santo a una persona, y que corresponde a la capacidad de hablar múltiples idiomas que dicha persona desconoce. Su definición varía según a las diferentes ramas del cristianismo.
La ciencia llama a esta facultad glosolalia, un trastorno del habla, por el que el sujeto se expresa con un léxico imaginario, a través de una serie de automatismos fónicos con la convicción de estar empleando un lenguaje nuevo.

## Lingüística
En 1972, William J. Samarin, lingüista de la Universidad de Toronto, publicó una evaluación exhaustiva de la glosolalia pentecostal que se convirtió en un trabajo clásico sobre sus características lingüísticas. Su estudio se basó en una extensa muestra registrada en el transcurso de cinco años, en reuniones cristianas públicas y privadas en Italia, Países Bajos, Jamaica, Canadá y Estados Unidos. Incluía, entre otros, a puertorriqueños del Bronx, encantadores de serpientes de los Apalaches y cristianos espirituales rusos en Los Ángeles.

Samarin descubrió que el habla glosolálica se parece al lenguaje humano en algunos aspectos. El hablante usa acento, ritmo, entonación y pausas para dividir el discurso en distintas unidades. Cada unidad está compuesta por sílabas, las sílabas se forman a partir de consonantes y vocales que se encuentran en un idioma conocido por el hablante:
Es una conducta verbal que consiste en utilizar un determinado número de consonantes y vocales... en un número limitado de sílabas que a su vez se organizan en unidades mayores que se desmontan y reordenan pseudogramaticalmente... con variaciones de tono, volumen, velocidad. e intensidad. 
[Glossolalia] consiste en cadenas de sílabas, compuestas de sonidos tomados de todos los que el hablante conoce, reunidos más o menos al azar pero que emergen, sin embargo, como unidades similares a palabras y oraciones debido a un ritmo y una melodía realistas, similares a los del lenguaje.
Otros autores, como Kavan y Felicitas Goodman, han confirmado que los sonidos se toman del conjunto de los ya conocidos por el hablante, y que el habla de los glosolalistas refleja los patrones de la lengua materna del hablante.
Samarin descubrió que el parecido con el lenguaje humano era meramente superficial y concluyó que la glosolalia es "solo una fachada del lenguaje". Llegó a esta conclusión porque la cadena de sílabas no formaba palabras, el flujo del habla no estaba organizado internamente y, lo más importante de todo, no había una relación sistemática entre las unidades del habla y los conceptos. Los humanos usan el lenguaje para comunicarse, pero la glosolalia no. Por tanto, concluyó que la glosolalia no es "un espécimen del lenguaje humano porque no está organizado internamente ni relacionado sistemáticamente con el mundo que el hombre percibe". Sobre la base de su análisis lingüístico, Samarin definió la glosolalia pentecostal como "expresión humana sin sentido pero fonológicamente estructurada", que el hablante cree que es un idioma real pero que no tiene ningún parecido sistemático con ningún idioma natural, vivo o muerto". 
Felicitas Goodman estudió varias comunidades pentecostales en los Estados Unidos, el Caribe y México; estos incluyeron grupos de habla inglesa, española y maya. Comparó lo que encontró con grabaciones de rituales no cristianos de África, Borneo, Indonesia y Japón. Tomó en cuenta tanto la estructura segmentaria —sonidos, sílabas, frases— como los elementos suprasegmentarios —ritmo, acento, entonación— y concluyó que no había distinción entre lo que practicaban los protestantes pentecostales y los seguidores de otros religiones. 

## En la Biblia
Los cristianos justifican la existencia de este don basándose en la Biblia. Según ella, esta facultad es transmitida mediante el Espíritu Santo. La primera vez que se describe es en el libro Hechos de los Apóstoles, durante la fiesta de Pentecostés (posiblemente en el año 33), cincuenta días luego de la resurrección de Jesús de Nazaret.
Pablo de Tarso, en su Primera epístola a los corintios, escribió que el don de lenguas servía de «señal (...) a los incrédulos», es decir, a los no cristianos. Mientras que algunas denominaciones cristianas aún sostienen la existencia del don de lenguas, otras, basadas en dicha primera epístola de Pablo, consideran que dicho don cesó tras la muerte de los apóstoles en el siglo I.

## Según los Testigos de Jehová
Los Testigos de Jehová mencionan que el Don de lenguas fue una realidad en el siglo I de manera provisional en los apóstoles para promover el cristianismo después de la ascensión de Jesucristo al cielo, hablando lenguas o idiomas existentes, con el fin predicar a otros en su idioma, después de ello tal habilidad cesó.
Según los Testigos de Jehová, el fenómeno del Don de lenguas (o de idiomas divinos o sobrenaturales) es influencia de una supuesta entidad demoníaca, según admitieron en conjunto la Sociedad Fountain y el Concilio Evangélico de la Iglesia de Inglaterra. 
Siguiendo datos de la JW.org, de los 5 000 000 de estadounidenses adultos que afirman hablar en lenguas, el 33 % dicen no creer en el diablo ni que este influya en otros. Según JW los que se integran a esta religión la experiencia de hablar en lenguas no procede de Dios y por lo tanto ellos no la practican.

## En el Catolicismo
La Iglesia Católica enseña que el Don de lenguas fue un acontecimiento común del siglo I y funcionaba de herramienta para evangelizar las comunidades, de esa manera, una persona podría entender aunque no conozca el idioma que está siendo hablado, y que el Don de lenguas cayó en dicha época hasta ser una rareza.

## En la ciencia
El conocimiento científico contradice esta supuesta capacidad. Aunque se han documentado casos donde después de un trauma o accidente, una persona recuerda un idioma previamente estudiado pero no aprendido, —un fenómeno llamado síndrome del acento extranjero— sin previo conocimiento no puede haber aprendizaje.

## En la cultura popular
El don de lenguas es explotado como recurso literario en el universo de la literatura fantástica, si bien atribuyéndose más habitualmente a una habilidad mágica del usuario que a un don divino. Novelas como Artemis Fowl o Eragon muestran personajes que poseen el don de lenguas. Igualmente, autores para público más adulto, como Kresley Cole, Anne Rice o Lena Valenti, han caracterizado a sus personajes como poseedores de este don.